# Casa Goicoechea
La Casa Goicoechea (en euskera: Sebastian Goikoetxearen etxea) o Palacete Goicoechea, es un edificio palaciego situado en Pamplona (Navarra, España) construido entre 1924 y 1926 para Sebastián Goicoechea por parte de Victor Eusa.
Actualmente el edificio está reconvertido en un edificio de viviendas, estando situado en la calle de Francisco Bergamín número 1, del código postal 31002 en el Segundo Ensanche de Pamplona.

## Historia
En 1924, el empresario navarro Sebastián Goicoechea Lecea pidió a Victor Eusa el diseño y construcción de un palacete situado en el Segundo Ensanche de Pamplona, que se estaba construyendo en aquellos años. El edificio fue terminado entre 1926 y 1927, año en el que a él se trasladó el matrimonio formado por Sebastián Goicoechea y su mujer, Modesta Jorge López de Zubiría, que había tenido tres hijos: Eduardo, Miguel y Natividad.
El empresario falleció el 18 de agosto de 1935, apenas nueve años después de ver terminado el palacete en el apenas residió, pues siguió utilizando continuamente su anterior residencia en la Plaza del Castillo.
El edificio recibió unas obras de rehabilitación en su histórica fachada en 2009.
El edificio, que cuenta con un grado de protección 1 en el catálogo municipal, permaneció como vivienda única hasta 2013, año en el que el Ayuntamiento de Pamplona accedió a la petición de los descendientes y herederos del matrimonio Goicoechea Jorge para poder segregar varias viviendas en el edificio. Tras ellos, se segregaron un total de 8 viviendas en el edificio. Una de las viviendas fue ocupada por la familia de una de las personas descendientes mientras que el resto del edificio quedó inhabitado.
Desde el comienzo, se anunció la intención de la mayoría de propietarios de las viviendas sin habitar de reformar las mismas para crear pisos de lujo y poder venderlos, presentando los primeros proyectos en 2014.
En 2021, se anunció que se acometerían obras para adecuar y rehabilitar el edificio que quedaría separado en 8 viviendas efectivas con un proyecto de los arquitectos Javier Zulategui y Luis Tena. A finales del verano de 2021 comenzaron las obras de vaciado para la rehabilitación manteniendo fachada y la escalinata central de mármol interior, pero poco después fue paralizada por desavenencias entre 2 de las familias propietarias sobre el proceso comercial posterior.
El proyecto no sería recuperado hasta desembocar en un proceso de subasta judicial voluntaria en 2023, que no terminó de conseguir un nuevo propietario hasta 2024, momento en el que se volvió a anunciar obras para vender nuevas viviendas del edificio.